# Planta tòxica

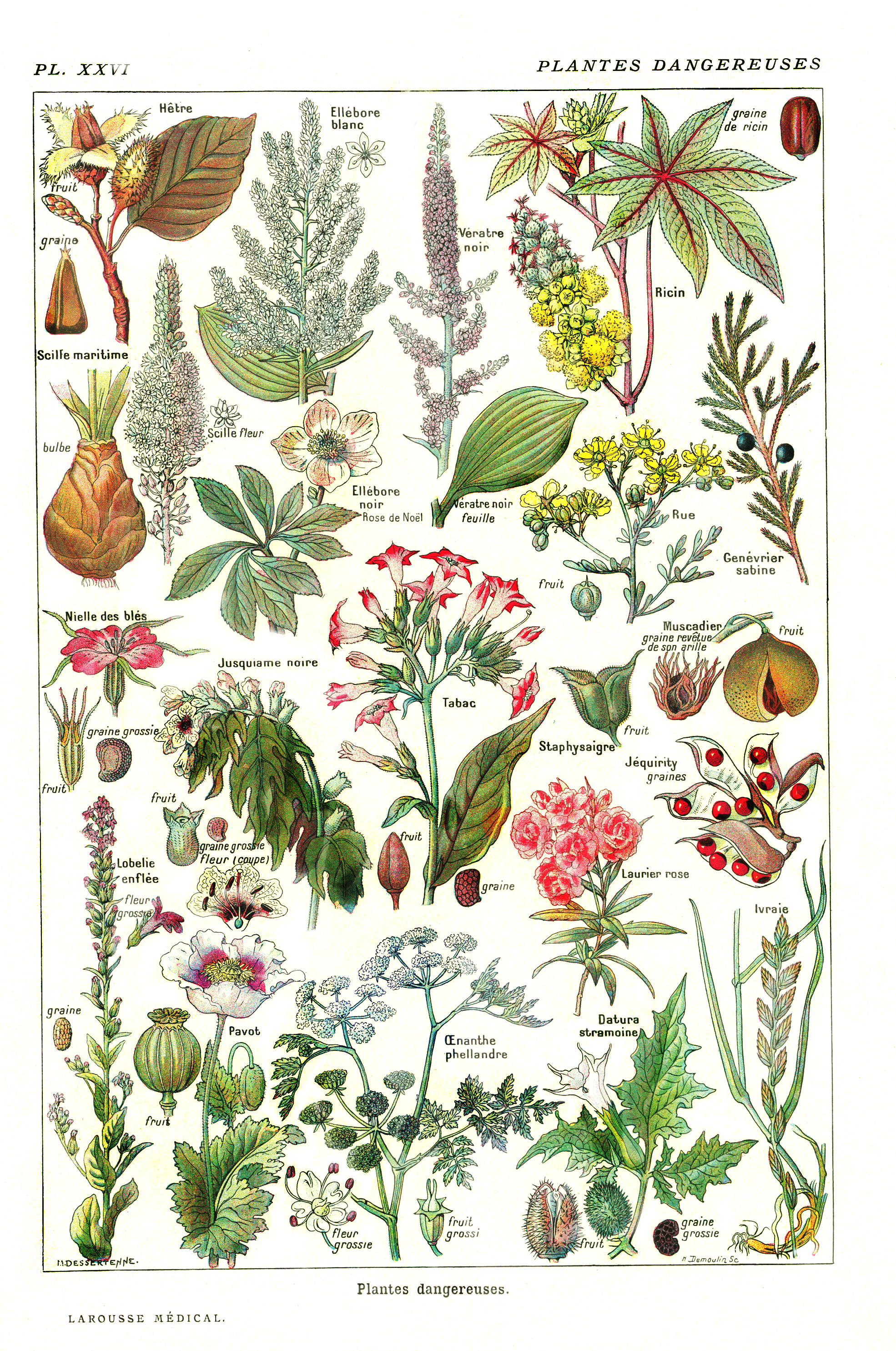
Diferents plantes tòxiques comunens a l'Europa temperada (noms en francès).

Les plantes tòxiques o plantes verinoses són les espècies de plantes que contenen en certes parts dels seus òrgans, de vegades en tots els seus òrgans, substàncies tòxiques principalment les que afecten els humans o els animals domèstics. Les substàncies tòxiques que contenen les plantes són generalment compostos orgànics o més rarament minerals. La toxicitat es manifesta sovint per la ingestió dels òrgans tòxics de les plantes, però també pot ser per simple contacte.
La toxicitat d'una planta depèn de nombrosos factors, com és la part de la planta incriminada, de la manera com l'organisme ha entrat en contacte amb aquesta planta, de la dosi a la qual ha estat exposat l'organisme, de l'estat general de l'organisme, etc.
Les plantes ornamentals constitueixen un gran risc. Empesos per la curiositat, els infants petits són els més exposats. per exemple, l'heura ingerida pels infants, mastegada o en infusió de les fulles, produeix trastorns digestius, somnolència i fins i tot convulsions amb augment de la temperatura corporal. La humanitat ha après a identificar i conèixer les plantes tòxiques, però també a utilitzar-ne les substàncies, que a petites dosis, tenen virtuds psicotròpiques, medicinals o estimulants.

## Competició
Les plantes han desenvolupat els seus verins per motiu de la competició. Aquestes substàncies són un dels mitjans de defensa en les plantes, de la mateixa manera que les punxes.

## Substàncies tòxiques

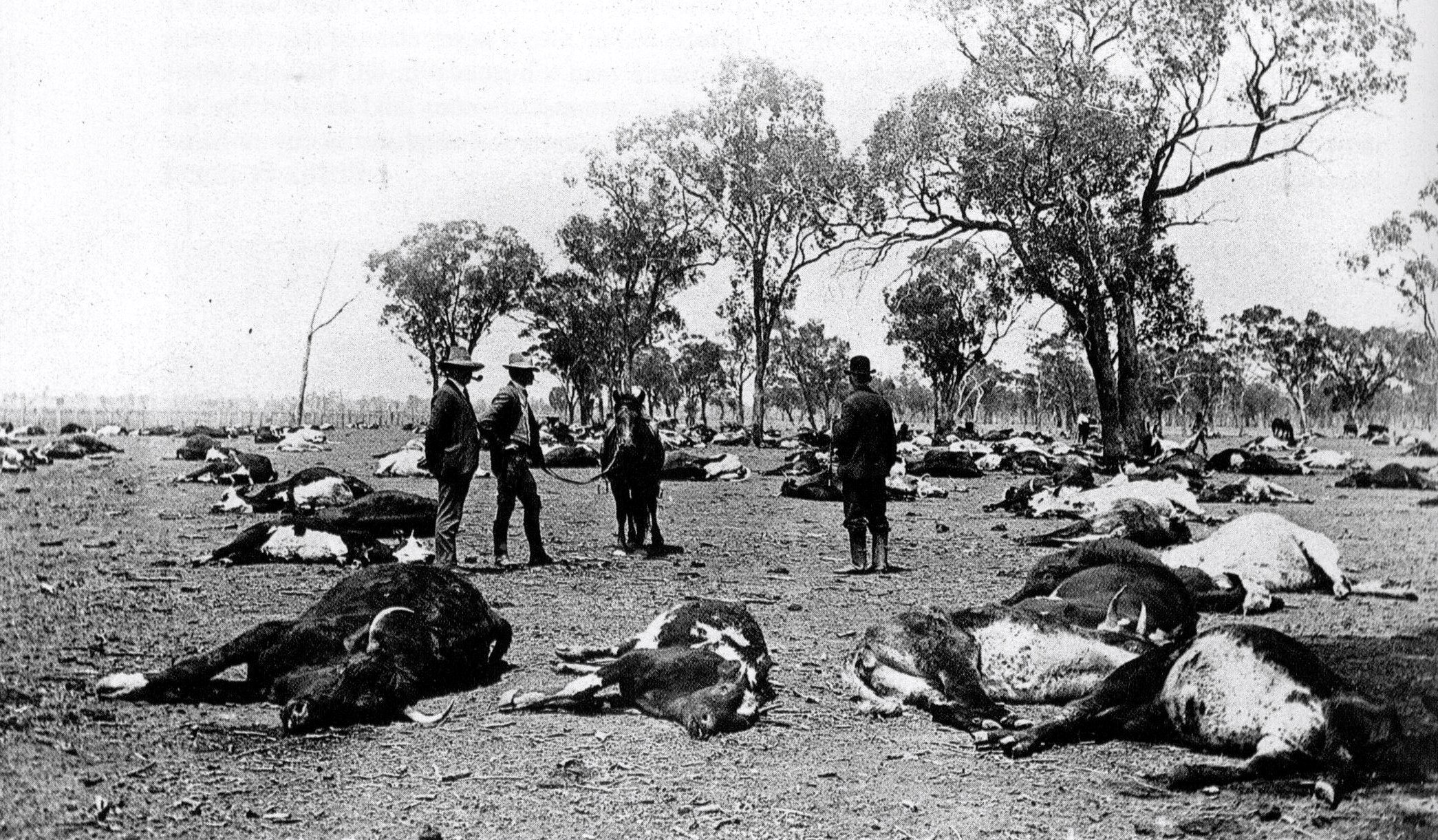
700 animals bovins morts durant la nit per haver menjat plantes verinoses Austràlia (1907)

Els verins tenen diferents efectes depenent dels animals que els consumeixen. Per exemple, els porcs i els senglars poden alimentar-se amb grans quantitats de glans, però el taní que contenen és un potent verí per als éssers humans i els animals remugants. Els ocells mengen regularment fruits, com els del gènere Viburnum, els del saüc i els de la belladona que són altament tòxics per als humans .
La intoxicació en els animals és rara donat que el seu instint els impedeix tocar les plantes verinoses, incloent l'ús del seu sentit de l'olfacte o del gust.

### Plantes Verinoses
El nombre de plantes tòxiques és innombrable, es pot diferenciar entre la toxicitat d'algunes parts de les plantes alimentàries i les plantes tòxiques en general.

## Plantes alimentàries
Moltes plantes comestibles tenen parts tòxiques i són tòxiques llevat que es processin, o són tòxiques en certes parts de la seva vida. Alguns exemples són:
- Cassava (Manihot esculenta). tòxica en la forma sense processar.
- Cirerer (Prunus cerasus, Prunus avium, etc.), i altres espècies dins del gènere Prunus com el presseguer (Prunus persica), prunera (Prunus domestica), ametller (Prunus dulcis), i l'albercoquer (Prunus armeniaca). Les seves fulles i llavors contenen glucòsids cianogènics.
- Nou moscada conté miristicina que és un èter de la hidroquinona.
- Mongeta (Phaseolus lunatus). Els fesols crus contenen quantitats perilloses de linamarina, un glucòsid cianogènic
- Patata (Solanum tuberosum) Les fulles i els tubercles verds són tòxics, contenen solanina
- Poma (Malus domestica) Les seves llavors contenen glucòsids cianogènics, si s'ingereixen moltes llavors pot ser mortal.
- Ruibarbre (Rheum rhaponticum). El limbe de les fulles, però no pas el pecíol contenen slas d'àcid oxàlic que causen problemes renals, convulsions, coma.
- Tomaquera (Solanum lycopersicum) Les fulles i les seus nervis contene alcaloides verinosos.

### Altres plantes tòxiques
- La falsa acàcia té els borrons tòxics com també l'escorça i les fulles.
- Absenta (Artemisia absinthium) Conté principis amargants (absintina) i oli essencial ric en tuiona tòxic en dosis altes.
- Acònit (Aconitum napellus). El verí es concentre en les fulles immadures, les beines i les rels, però no totes les seves parts són tòxiques. Conté l'alcaloide tòxic aconitina
- Baladre (Nerium oleander), totes les seves parts són tòxiques. Té heteròsids cardiotònics, oleandrina, neandrina, digitoxigenina i gitoxigenina, rutòsid, nicotiflorina, heteròsids cianogenètics. El fum de la seva fusta també és tòxic i pot enverinar el menjar.
- Visnaga (Ammi visnaga) conté furanocromones (quelina, visnagina) (1-1,6%), piranocumarines (0,2-0,5%), furanocumarines, i flavonoides. Tanmateix té importància farmacològica (vasodil·latador) a nivell bronquial i coronari.
- Cal·la (Zantedeschia aethiopica) Tota la planta és tòxica.
- Datura ferox i (D. stramonium). Tota la planta és molt tòxica. Conté alcaloides com la hiosciamina, escopolamina (hioscina) i atropina.
- Cicuta (Conium maculatum). Tota la planta conté alcaloides. La cicutina és l'alcaloide més actiu; la dosis letal s'aproxima a 500 mg.
- Còlquic (Colchicum autumnale). Els seus bulbs són tòxics. La colchicina és el seu alcaloide tòxic, amb acció semblant a la de l'arsènic. La dosi mortal és 20 mg. equivalents a 5 g del bulb sencer.
- Claviceps purpurea. És un fong paràsit dels cereals. La intoxicació és per la farina feta amb cereals parasitats. Els seus alcaloides -ergotamina, ergotamina, ergotmina- perden activitat en estar en contacte amb el medi ambient.
- Dieffenbachia És una planta ornamental originària d'Amèrica, totes les parts de la planta són verinoses fins i tot pot ser mortal
- Cestrum parqui Té un alcaloide i un glucòsid tòxic. És un problema per als ramats si l'ingereixen entre quan es troba entre les plantes farratgeres[1]
- Jusquam negre (Hyoscyamus niger) Conté hiosciamina, escopolamina, i altres alcaloides tropans.[2][3] Els efectes en humans inclouen al·lucinacions, pupil·les dil·latades, inquietud.
- Mèlia (Melia azedarach) El seu fruit és molt tòxic per als humans i altres mamífers malgrat que les aus el toleren.
- Rododèndrons (Rhododendron) Tenen una toxina grayanotoxina en el pol·len i el nèctar, per la qual cosa la mel derivada és verinosa.
- Ricí. Les llavors produeixen gastroenteritis amb deshidratació; pot afectar seriosament el fetge i el ronyó.
- Ruda (Ruta graveolens) Es cultiva com planta ornamental o herba medicinal i condiment, tanmateix el seu oli essencial és tòxic i cal tenir precaució amb el seu ús.